# Chornohora

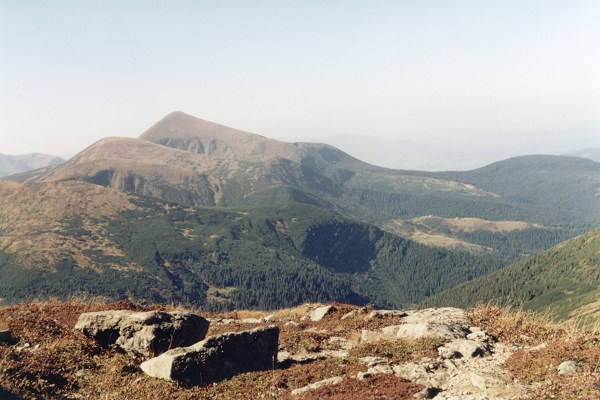
Parte norte do Chornohora com o Hoverla

Chornohora, ou aportuguesado para Chernogora (que significa literalmente Montanha Negra, em ucraniano:  Чорногора, em polonês/polaco:  Czarnohora, em húngaro:  Feketebérc) é a mais alta cordilheira na Ucrânia, sendo uma subcordilheira dos Beskides, que por sua vez integra os Cárpatos.
É adjacente à cordilheira Gorgany. O ponto mais alto dos Chornohora é o Hoverla (2062 m) seguido pelo Pop Ivan (2022 m) e Petros (2020 m). As montanhas são compostas por rocha flysch.
A maior parte da cordilheira forma a divisória de águas entre os rios Prut e Tysa. As regiões mais baixas dos Chornohora são habitadas por Hutsuls, que se dedicam principalmente à pastorícia.  Alguns centros turísticos da região dos Chornohora são Bystrets, Rakhiv, Verkhovyna, Vorokhta e Yasinia.